# Johann Wilhelm Hertel
Johann Wilhelm Hertel (Berlín, 9 d'octubre de 1727 - Schwerin, 14 de juny de 1789) fou un compositor alemany i gran clavecinista i violinista. Era fill de Johann Christian (1699-1754), que també fou un distingit músic, i va rebre del seu pare les primeres lliçons de música. El 1757 fou nomenat mestre de concerts i després mestre de capella de la cort de Strelitz. Va compondre un gran nombre de simfonies, molt apreciades en el seu temps, concerts per a diversos instruments, salms, cantates i oratoris. Molts dels seus manuscrits es troben en la Biblioteca de Brussel·les.